# تیم ملی بسکتبال گرجستان
تیم ملی بسکتبال گرجستان،نماینده کشور گرجستان در مسابقات بین‌المللی بسکتبال است و تحت کنترل فدراسیون بسکتبال گرجستان است. گرجستان پس از استقلال از اتحاد جماهیر شوروی ، در سال ۱۹۹۲به عضویت فیبا درآمد. آنها اولین بازی رسمی خود را در سال ۱۹۹۵ مقابل لهستان انجام دادند.

## تاریخچه
دوران شوروی
تا سال ۱۹۹۱گرجستان بخشی از اتحاد جماهیر شوروی بود و بازیکنانی که در گرجستان به دنیا آمدند برای تیم ملی اتحاد جماهیر شوروی بازی می کردند.